# Werner Felber
Werner Felber (* 18. Januar 1944 in Dresden) ist ein deutscher Psychiater.

## Leben
Felber studierte ab 1965 Medizin an der Humboldt-Universität Berlin und der Medizinischen Akademie Dresden und erhielt 1971 die Approbation. Er war zunächst an der Medizinischen Akademie tätig und von 1976 bis 1989 Leiter der Betreuungsstelle für Suizidgefährdete an der Dresdner Nervenklinik. Er promovierte sich 1979 in Dresden und legte 1989 die Promotion B ab, die 1991 zur Habilitation umgewandelt wurde. Nach einer Zeit als Privatdozent wurde Felber 1994 Professor für Psychiatrie an der Technischen Universität Dresden. Ab 1999 leitete er kommissarisch die Klinik und Poliklinik für Psychiatrie und Psychotherapie am Universitätsklinikum Carl Gustav Carus in Dresden. Er ist emeritiert.
Seine Forschungsschwerpunkte sind Suizidologie, Depression, Forensik und Psychiatriegeschichte.
1997 erhielt Felber den Hans-Rost-Preis der Deutschen Gesellschaft für Suizidprävention.

## Schriften (Auswahl)
- Die rezidivprophylaktische Behandlung der Zyklothymie mit Lithium: Auswertung von 850 unter gemeinsamer Arbeitskonzeption 1968–1973 vorgenommenen Lithium-Behandlungen in der DDR. Dissertation A, Medizinische Akademie Dresden, 1979; Neuauflage: Rezidivprophylaxe affektiver Erkrankungen mit Lithium: Multicenter-Studie Lithiumtherapie bei 850 Patienten. Roderer, Regensburg 1993.
- Zur Typologie des Parasuizids: uni- und multivariate Auswertungen von 1835 Index-Parasuiziden nach taxonomischen Prinzipien, katamnestischen Ergebnissen und theoretisch wie praktisch suizidologischen Implikationen. Dissertation B, Medizinische Akademie Dresden, 1989; Neuauflage: Typologie des Parasuizids: Suizidale Gefährdung, taxonomische Auswirkung, katamnestisches Ergebnis. Roderer, Regensburg 1993; 2., verbesserte Auflage 1999.
- Hrsg. mit Christian Reimer: Klinische Suizidologie: Praxis und Forschung. Springer, Berlin 1991.
- Mit Olf Kahre: Krisis: Konzeptgeschichtliche Betrachtungen zu einem psychiatrischen Schlüsselbegriff. Roderer, Regensburg 2001.
- Deutsche Bearbeitung und Geleitwort zu: Zvi Lothane: Seelenmord und Psychiatrie – Zur Rehabilitierung Schrebers. Psychosozial-Verlag, Giessen 2004, mit einem Geleitwort von Werner Felber. ISBN 3-89806-242-2 (katalog.ub.uni-heidelberg.de).